# Groningen Europapark vasútállomás
Groningen Europapark vasútállomás Hollandiában, Groningen községben, Groningen településen.

## Vasútvonalak
Az állomást az alábbi vasútvonalak érintik:
- Harlingen–NieuweSchans-vasútvonal
- Meppel–Groningen-vasútvonal
- Stadskanaal–Zuidbroek-vasútvonal

## Kapcsolódó állomások
A vasútállomáshoz az alábbi állomások vannak a legközelebb:
- Groningen vasútállomás (Meppel–Groningen-vasútvonal, Harlingen–NieuweSchans-vasútvonal)
- Kropswolde vasútállomás (Harlingen–NieuweSchans-vasútvonal)
- Haren vasútállomás (Meppel–Groningen-vasútvonal)